# Cincinnati Bengals 1996
La stagione 1996 dei Cincinnati Bengals è stata la 28ª della franchigia nella National Football League, la 30ª complessiva. L'era di Dave Shula giunse al termine dopo una partenza con un record di 1-6, con Jeff Blake che faticò perdendo diversi palloni. L'ex tight end dei Bengals Bruce Coslet, coordinatore offensivo della squadra ed ex allenatore dei New York Jets, sostituì Shula come capo-allenatore. La mossa diede subito i suoi frutti con la squadra che vinse le prime tre partite sotto la nuova direzione. L'annata si chiuse con un bilancio di 8-8. Una nota positiva fu il wide receiver Carl Pickens che divenne il primo giocatore dei Bengals a ricevere 100 passaggi in una stagione.

## Roster
| Roster dei Cincinnati Bengals nel 1996 |
| --- |
| Quarterback - 8 Jeff Blake - 12 Kerry Joseph - 4 Erik Wilhelm Running Back - 21 Eric Bieniemy - 32 Ki-Jana Carter - 46 Jeff Cothran FB - 20 Garrison Hearst - 44 Brian Milne FB Wide Receiver - 80 David Dunn KR/PR - 84 Jeff Hill KR - 85 James Hundon KR - 81 Carl Pickens - 86 Darnay Scott Tight End - 89 Marco Battaglia - 82 Tony McGee - 87 Troy Sadowski Offensive Linemen - 71 Willie Anderson T - 66 Ken Blackman G - 74 Rich Braham G/C - 65 Darrick Brilz C - 75 Anthony Brown T - -- Joel Davis G - 62 Brock Gutierrez C - 60 Rod Jones G - 76 Trent Pollard G - 61 Melvin Tuten T - 63 Joe Walter T Defensive Linemen - 92 John Copeland DE - 90 Tim Johnson DT - 94 Jevon Langford DE - 93 Tim Morabito DT - 70 Artie Smith DE - 79 Ramondo Stallings DE - 67 Kimo von Oelhoffen DT - 99 Dan Wilkinson DT Linebacker - 55 Andre Collins OLB - 51 Gerald Dixon OLB - 50 James Francis OLB - 56 Ricardo McDonald OLB - 52 Randy Neal OLB - 53 Tom Tumulty MLB Defensive Back - 33 Ashley Ambrose CB - 25 Rod Jones CB - 24 Roger Jones CB - 31 Greg Myers FS - 26 Bo Orlando FS - 23 Corey Sawyer CB/KR/PR - 35 Sam Shade SS - 22 Jimmy Spencer CB - 27 Bracy Walker SS - 37 Leonard Wheeler CB Special Team - 11 Lee Johnson P - 9 Doug Pelfrey K - 59 Greg Truitt LS Lista delle riserve - 72 Scott Brumfield G (IR) - 40 Deland McCullough RB (IR) - 77 Kevin Sargent T (IR) - 51 Steve Tovar MLB (IR) - 91 Brett Wallerstedt MLB (IR) Squadra di allenamento - -- Kevin Jordan WR - -- Gunnard Twyner WR |
| Legenda - I rookie sono in corsivo. - Il primo ruolo è il principale mentre gli eventuali successivi indicano i ruoli secondari. - (IR) sta per Injured Reserve ed indica la lista ristretta per un solo giocatore infortunato che può tornare ad allenarsi dopo la settimana 6 e a rientrare in prima squadra dopo che questa ha giocato 8 partite. - (NF-Inj.) / (NF-Ill.) stanno rispettivamente per Non-Football Injured e Non-Football Illness ed indicano le liste dove viene inserito un giocatore che ha un infortunio o una malattia non dipendente dal football americano. - (PUP) sta per Physically Unable to Perform ed indica la lista dove viene inserito un giocatore mentre è in attesa di recuperare la condizione fisica. Nella stagione regolare dopo la sesta partita giocata dalla propria squadra, il giocatore ha tempo tre settimane per riprendere ad allenarsi, più tre settimane aggiuntive dal suo rientro agli allenamenti per rientrare in prima squadra. |

## Calendario
| Stagione regolare |                    |                         |                    |                    |
| Turno             | Data               | Avversario              | Risultato          | Pubblico           |
| 1                 | 1 settembre 1996   | at St. Louis Rams       | S 26–16            | 62,659             |
| 2                 | 8 settembre 1996   | at San Diego Chargers   | S 27–14            | 55,880             |
| 3                 | 15 settembre 1996  | New Orleans Saints      | V 30–15            | 45,412             |
| 4                 | Settimana di pausa | Settimana di pausa      | Settimana di pausa | Settimana di pausa |
| 5                 | 29 settembre 1996  | Denver Broncos          | S 14–10            | 51,798             |
| 6                 | 6 ottobre 1996     | Houston Oilers          | S 30–27            | 44,680             |
| 7                 | 13 ottobre 1996    | at Pittsburgh Steelers  | S 20–10            | 58,875             |
| 8                 | 20 ottobre 1996    | at San Francisco 49ers  | S 28–21            | 63,218             |
| 9                 | 27 ottobre 1996    | Jacksonville Jaguars    | V 28–21            | 45,890             |
| 10                | 3 novembre 1996    | at Baltimore Ravens     | V 24–21            | 60,743             |
| 11                | 10 novembre 1996   | Pittsburgh Steelers     | V 34–24            | 57,265             |
| 12                | 17 novembre 1996   | at Buffalo Bills        | S 31–17            | 75,549             |
| 13                | 24 novembre 1996   | Atlanta Falcons         | V 41–31            | 44,868             |
| 14                | 1 dicembre 1996    | at Jacksonville Jaguars | S 30–27            | 57,408             |
| 15                | 8 dicembre 1996    | Baltimore Ravens        | V 21–14            | 43,022             |
| 16                | 15 dicembre 1996   | at Houston Oilers       | V 21–13            | 15,131             |
| 17                | 22 dicembre 1996   | Indianapolis Colts      | V 31–24            | 49,389             |

Note
- Gli avversari della propria division sono in grassetto.

## Classifiche
| AFC Central Division     |    |    |   |      |     |     |     |
|                          | V  | S  | P | %    | PF  | PS  | STR |
| (3) Pittsburgh Steelers  | 10 | 6  | 0 | .625 | 344 | 257 | S2  |
| (5) Jacksonville Jaguars | 9  | 7  | 0 | .563 | 325 | 335 | V5  |
| Cincinnati Bengals       | 8  | 8  | 0 | .500 | 372 | 369 | V3  |
| Houston Oilers           | 8  | 8  | 0 | .500 | 345 | 319 | V1  |
| Baltimore Ravens         | 4  | 12 | 0 | .250 | 371 | 441 | S3  |